# Mitrastemon
Mitrastemon este un gen ce conține două specii de plante parazite.  Este singurul gen din familia Mitrastemonaceae. Speciile de Mitrastemon sunt endoparaziții ai rădăcinilor și cresc pe fagacee.